# Очеретяні щури
Очеретникові (Thryonomyidae) — родина гризунів, яка представлена одним сучасним родом із двома видами. Тварини широко розповсюджені в Африці на південь від Сахари.

## Зовнішня морфологія
Це великі, міцної статури гризуни вагою 4–6 кг, але деякі особини досягають 9 кілограмової ваги. Загальне забарвлення верхньої частин тіла крапчасте жовтувато-коричневе або сірувато-коричневе, а нижньої — сірувате або білувате. Підшерстя відсутнє, волосяний покрив грубий. Морда тупа, вуха і хвіст короткі. Хвіст зрідка покритий короткими щетинистими волосками. Довжина голови й тіла: 350—610 мм, хвоста: 65-260 мм. П'ятий палець передньої лапи малий, а кігті сильні, адаптовані до копання. Задні ноги дещо більші.

## Поведінка
Очеретяні щури вміють плавати й пірнати і значною мірою прив'язані до води, де вони ховаються в заплутаній рослинності або в норах. Самцям властиві ритуальні турніри, під час яких вони тиснуть один одного морда об морду, і тупа форма цієї частини тіла сприяє таким турнірам, дозволяючи уникнути ушкоджень.

## Екологія, значення
Загалом вони нічні тварини, але можуть проявляти активність і вдень. Зір у них не дуже хороший, зате добре розвинений нюх і слух. Їм необхідна висока трава як для жител так і для їжі. Вони травоїдні й завдають значної шкоди місцевим культурам, зокрема, маніоці й цукровій тростині. Іноді можуть використовувати для жител ущелини, термітники нори трубкозуба чи їжатця. Якщо жоден з них недоступний, можуть самі рити неглибокі нори. Не зважаючи на свою зовнішність, швидкі й моторні. Іноді гризуть скам'янілі кістки, для регулювання росту різців.
Очеретяні щурі є важливим джерелом білків для багатьох місцевих жителів, наприклад слугують бушміт в нігерійській кухні. На них влаштовують полювання із собаками і списами; також є приклади одомашнення.

## Систематика
- Родина Очеретникові (Thryonomyidae)
  - Рід Очеретник (Thryonomys)
    - Вид Thryonomys gregorianus (очеретник малий)
    - Вид Thryonomys swinderianus (очеретник великий)
    - Вид † Thryonomys asakomae

  - Вимерлі роди: Epiphiomys, Gaudeamus, Kochalia, Monamys, Neophiomys, Neosciuromys, Paraphiomys, Paraulacodus, Protohummus, Sacaresia